# Teodor (Małachanow)
Teodor, imię świeckie Andriej Leonidowicz Małachanow (ur. 13 czerwca 1978 w Snieżnym) – rosyjski biskup prawosławny.

## Życiorys
Ukończył studia na wydziale fizyczno-technicznym Moskiewskiego Państwowego Uniwersytetu Górniczego w 2002, uzyskując dyplom inżyniera fizyka. W tym samym roku wstąpił jako posłusznik do monasteru św. Michała Archanioła w Kozysze i rozpoczął naukę w trybie zaocznym w seminarium duchownym w Tomsku. 14 kwietnia 2003 złożył wieczyste śluby mnisze na ręce arcybiskupa nowosybirskiego i bierdskiego Tichona, przyjmując imię zakonne Teodor na cześć świętego mnicha Teodora Tomskiego. 29 kwietnia roku następnego został wyświęcony na hierodiakona, zaś 7 marca – na hieromnicha. W 2005 został dziekanem monasteru w Kozysze. W 2007 ukończył naukę w seminarium duchownym i rozpoczął zaoczne studia teologiczne na Moskiewskiej Akademii Duchownej. W 2010 został prorektorem ds. wychowawczych seminarium duchownego w Nowosybirsku. 
W 2011 został przeniesiony do służby w eparchii pietropawłowskiej i powołany na stanowisko przewodniczącego jej oddziału misyjnego. W 2012 został p.o. przełożonego monasteru św. Pantelejmona w Pietropawłowsku Kamczackim, zaś w grudniu 2013 został jego przełożonym. 
15 lipca 2016 został nominowany na biskupa pomocniczego eparchii pietropawłowskiej z tytułem biskupa wiluczyńskiego. W związku z tym dwa dni później otrzymał godność archimandryty. Jego chirotonia biskupia odbyła się 14 sierpnia 2016 w soborze Ścięcia Głowy św. Jana Chrzciciela w Zarajsku pod przewodnictwem patriarchy moskiewskiego i całej Rusi Cyryla.
W grudniu 2017 roku na katedrze historii cerkewnej Moskiewskiej Akademii Duchownej obronił pracę dyplomową "Historia eparchii Pietropawłowskiej i Kamczackiej na początku XX wieku. Wprowadzenie dekretu o oddzieleniu Kościoła od państwa i szkoły"
28 grudnia 2018 roku został mianowany ordynariuszem eparchii pietropawłowskiej.
3 stycznia 2019 roku w Soborze Uspienskim Moskiewskiego Kremla patriarcha Cyryl wyniósł go do rangi arcybiskupa.